# Aventuras de Esparadrapo
Pour plus de détails, voir Fiche technique et Distribution.
Aventuras de Esparadrapo est un long métrage d'animation espagnol avec marionnettes réalisé par Ángel de Echenique, sorti en 1949.

## Fiche technique
- Titre : Aventuras de Esparadrapo
- Réalisation : Ángel de Echenique
- Scénario : Pío Ballesteros, Ángel de Echenique, d'après les contes Le Petit Chaperon rouge et La Bruja Pirula
- Musique : José García Bernal
- Production :
- Pays d'origine : Espagne
- Format : noir et blanc - 35 mm
- Genre : film d'animation, marionnettes, aventure
- Durée : 60 minutes
- Dates de sortie : 
  -  Espagne : 26 décembre 1949 (à Madrid)

## Distribution (voix)
Voix des marionnettes : 
- Manuel « Boliche » Bermúdez,
- Angel Ter,
- José Luis Villarejo,
- Matilde Conesa,
- Marujita Díaz,
- Mercedes Sierra,
- Luis « Tip » Sánchez Polack,
- Joaquín « Top » Portillo

## Commentaires
Référencé ici ou là, mais guère commenté, ce film ne semble pas avoir marqué l'histoire du cinéma d'animation espagnol.